# مقدمة ابن خلدون
المقدمة والمعروفة أيضًا بمقدمة ابن خلدون هي كتاب ألفه المؤرخ ابن خلدون في عام 1377 حيث يقدم رؤية حول التاريخ العالمي. ويرى بعض المفكرين المعاصرين أنه أول عمل يتناول العلوم الاجتماعية مثل علم الاجتماع، والديموغرافيا، والتاريخ الثقافي. تتناول المقدمة أيضًا علم العقائد الإسلامية، وعلم كتابة التاريخ، وفلسفة التاريخ، والاقتصاد، والنظرية السياسية، وعلم البيئة. والعلوم الطبيعية وعلم الأحياء والكيمياء.
ألَّف ابن خلدون هذا الكتاب سنة 1377م كمقدمة لمؤلفه الضخم الموسوم كتاب العبر، وديوان المبتدأ والخبر في أيام العرب والعجم والبربر، ومن عاصرهم من ذوي السلطان الأكبر. وقد اعتبرت المقدمة لاحقًا مؤلفًا منفصلًا ذا طابع موسوعي إذ يتناول فيه جميع ميادين المعرفة من الشريعة والتاريخ والجغرافيا والاقتصاد والعمران والاجتماع والسياسة والطب. وقد تناول فيه أحوال البشر واختلافات طبائعهم والبيئة وأثرها في الإنسان. كما تناول بالدراسة تطور الأمم والشعوب ونشوء الدولة وأسباب انهيارها مُرَكِّزًا في تفسير ذلك على مفهوم العصبية. بهذا الكتاب سبق ابن خلدون غيره من المفكرين إلى العديد من الآراء والأفكار حتى اعتبر مُؤَسِّسًا لعلم الاجتماع، سابِقًا بذلك الفيلسوف الفرنسي أوغست كونت.

## ملخص الكتاب
يمكن تلخيص المقدمة في مجموعة نظريات وأسس وضعها ابن خلدون لتجعل منه المؤسس الحقيقي لعلم الاجتماع على عكس ما يدعيه علماء الغرب أن المؤسس الحقيقي هو الفرنسي أوغست كونت ومن خلال قراءة المقدمة يمكن وضع ثلاثة مفاهيم أساسية تؤكد ذلك وهي أن ابن خلدون في مقدمته بَيَّن أن المجتمعات البشرية تسير وتمضي وفق قوانين محددة وهذه القوانين تسمح بقدر من التنبؤ بالمستقبل إذا ما دُرست وفُقهت جيدًا، وأن هذا العلم (علم العمران كما أسماه) لا يتأثر بالحوادث الفردية وإنما يتأثر بالمجتمعات ككل، وأَخيرًا أَكَّدَ ابن خلدون أن هذه القوانين يمكن تطبيقها على مجتمعات تعيش في أزمنة مختلفة بشرط أن تكون البُنى واحدة في جميعها، فَمَثَلًا المجتمع الزراعي هو نفس المجتمع الزراعي بعد 100 سنة أو في العصر نفسه. وبهذا يكون ابن خلدون هو من وضع الأسس الحقيقية لعلم الاجتماع. اعتبر ابن خلدون مؤسّس علم الاجتماع وأوَّل من وضعه على أسسه الحديثة، وقد توصل إلى نَظَريَّات باهرة في هذا العلم حول قوانين العمران ونظرية العصبية، وبناء الدولة وأطوار عمارها وسقوطها. وقد سبقت آراؤه ونظرياته ما تَوَصَّلَ إليه لاحقًا بعِدَّةِ قرون عدد من مشاهير العلماء كالعالم الفرنسي أوغست كونت.

### أبواب المقدمة
عالجت مقدمة ابن خلدون موضوعات متنوعة ضمن ستة أبواب، حيث طال البابان الثالث والسادس عن غيرهما، فكان أن جاء:
- الباب الأول: في العمران البشري على الجملة وأصنافه وقسطه من الأرض.
- الباب الثاني: في العمران البدوي وذكر القبائل والأمم الوحشية.
- الباب الثالث: في الدول والخلافة والملك وذكر المراتب السّلطانية.
- الباب الرابع: في العمران الحضري والبلدان والأمصار.
- الباب الخامس: في الصنائع والمعاش والكسب ووجوهه.
- الباب السادس: في العلوم واكتسابها وتَعَلُّمِها.

## تاريخالمقدمة

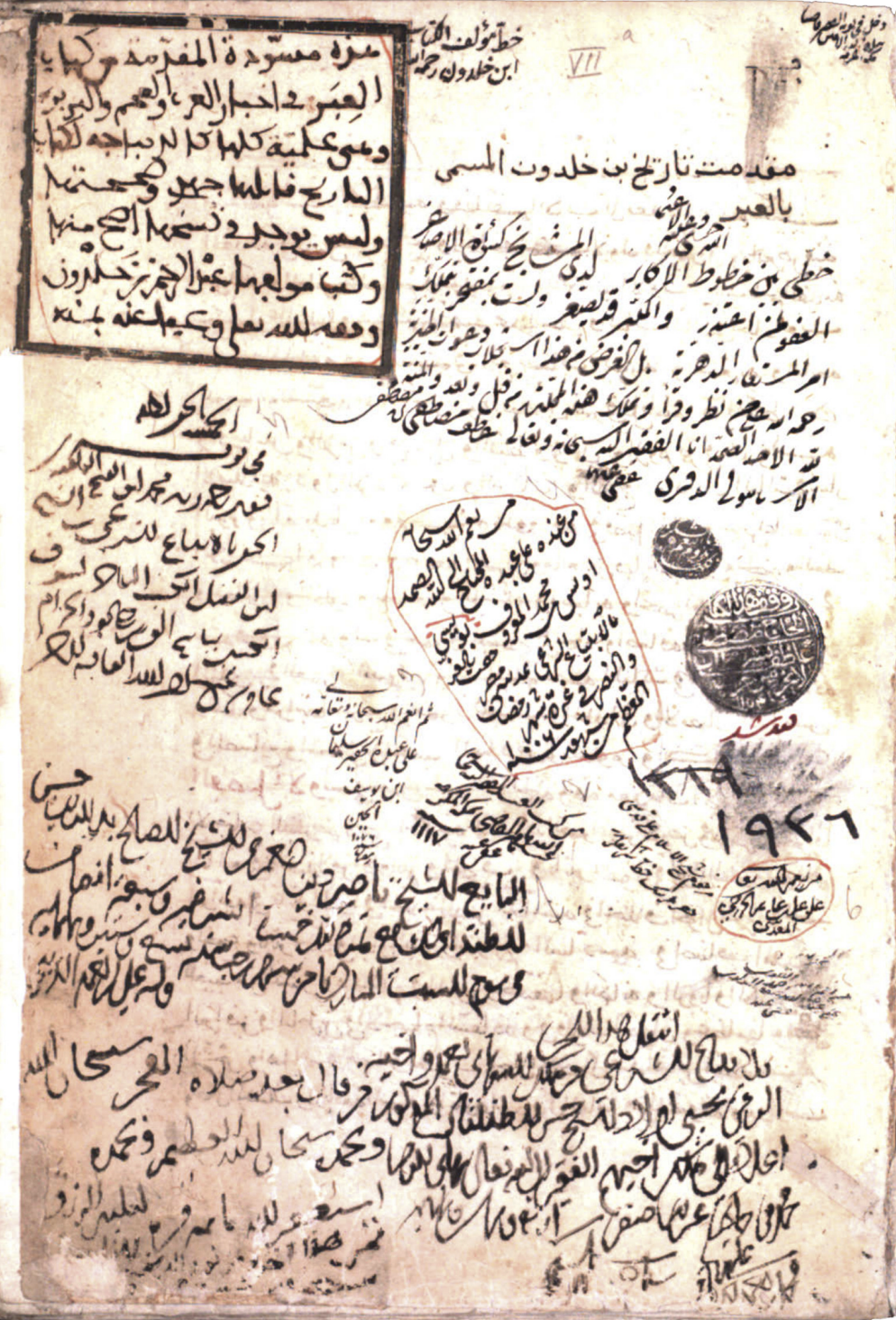
خط ابن خلدون في الزاوية العليا اليسرى، مصدقًا المخطوطة MS C. Atif Efendi 1936، من مكتبة عاطف أفندي

كتب ابن خلدون النسخة الأولى من المقدمة في قلعة بني سلامة، حيث اعتزل بنفسه لمدة تقارب الأربع سنوات بعد انسحابه من الحياة السياسية. هي الجزء الأول من ثلاثة أجزاء من مشروع عَمِلَ عليه لمدة تقارب الثلاثين عامًا وهو كتاب العبر: عمل ضخم في التاريخ العالمي يتكون من سبعة عشر مجلدًا، كل منها يحتوي على 500 صفحة في طبعتها الحديثة. انتهى من مسودة المقدمة في عام 1377. المخطوطات المنسوخة من المقدمة خلال حياة ابن خلدون لا تزال موجودة، وعدد منها يحتوي على ملاحظات أو إضافات بخط يده.
في المقدمة، يشرح ابن خلدون "علمًا جديدًا" كان قد حافظ على سريته حتى تقاعده إلى قلعته، وهو علم لدراسة ما يسميه "بالعُمران". هذا العلم الجديد، عِلم العُمران، يعتمد على الفلسفة اليونانية العربية ويسعى لدراسة تطور الإنسانية والمجتمع عبر التاريخ باستخدام منهج تاريخي وتجريبي وعقلاني وبياني.
شكلت المقدمة التي تميزت برؤية ابن خلدون المعتدلة في تناول السياسة والدين، موضوعًا لم يلقَ إشادةً كبيرةً أو انتقادًا واضحًا في القرون الأولى بعد كتابتها. وقد أشير إليها في أعمال كاتبين مغربيين، محمد بن السكاك (ت. 1413) ويعقوب بن موسى السيطاني، لكن محمد بن علي ابن الأزرق (ت. 1496) هو الكاتب المعاصر الوحيد الذي أيد عمله بوضوح، مقتبسًا منه بكثرة في كتاب بدائع السلك في طبائع الملك.
تكرر الاستشهاد بها في الأعمال من مصر، حيث احتفل بها تلاميذ مثل المقريزي (1364–1442) وابن عمار، وواجهت انتقادًا من آخرين مثل ابن حجر العسقلاني ومعلمه نور الدين الهيثمي.
في القرون التالية، ظهر ابن خلدون بشكل بارز، موصوفًا كسلطة في التاريخ السياسي، في العديد من القواميس البيوغرافية—خاصة في نفح الطيب من غصن الأندلس الرطيب—لكن المقدمة ظلت غائبة إلى حد كبير.
قدر المؤرخون العثمانيون مثل كاتب جلبي (ت. 1657) ومصطفى نعيمة (ت. 1716) النظريات الاجتماعية والسياسية في المقدمة، لكنهم لم يطبقوها في تحليل مجتمعهم الخاص. تُرجمت الأجزاء الخمسة الأولى من أصل ستة إلى التركية العثمانية بواسطة بيري زاده محمد صاحب أفندي (ت. 1749)، تُرجم الفصل السادس بواسطة أحمد جودت (ت. 1895)؛ ونُشرت الترجمة الكاملة عام 1860/61.
طُبعت المقدمة لأول مرة عام 1857 في مطبعة بولاق بالقاهرة كجزء مستقل صنعه نصر الهوريني، بدعم حاسم من رفاعة الطحتاوي، وكأول مجلد في مجموعة مكونة من سبعة مجلدات من كتاب العبر بعد عقد من الزمن.
يخلص عبد السلام شذادي إلى أن "المساهمة العلمية الصارمة لابن خلدون في مجال التاريخ والعلوم الاجتماعية لم يُعترف بها بالكامل في العالم الإسلامي حتى أواخر القرن التاسع عشر."
اكتشفت المقدمة لأول مرة في فرنسا من خلال الترجمة التركية الجزئية لـبيري زاده محمد صاحب أفندي (ت. 1749). في عام 1858، السنة التي تلت أول نشر لها في القاهرة، طبع إتيان مارك كواتريمير نسخة من النص العربي للمقدمة في ثلاثة مجلدات في باريس تحت عنوان Les Prolégomènes d’Ebn Khaldoun. نشر وليام ماكجوكين دي سلين ترجمة فرنسية في ثلاثة مجلدات عام 1863 اعتبرها عزيز العظمة أفضل ترجمة لنص ابن خلدون.
نُشرت ترجمة إنجليزية بواسطة فرانز روزنتال عام 1958.

## علم الاجتماع

### العصبية

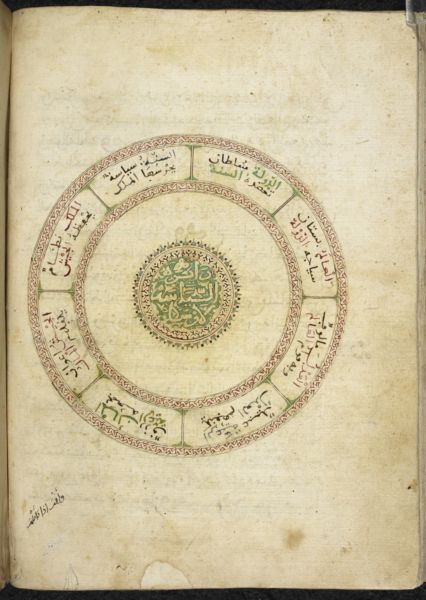
دائرة السياسة لأرسطو في مخطوطة من المقدمة تعود للقرن الخامس عشر.

إن مفهوم "العصبية" ("القبلية، العشائرية، الشعور الجماعي" أو في السياق الحديث "التماسك الاجتماعي"، "الصلات الاجتماعية"، "التضامن" أو حتى "القومية") هو أحد أكثر جوانب المقدمة شهرة. مع تراجع هذه العصبية، قد تحل محلها عصبية أخرى أكثر إقناعًا؛ وبالتالي، ترتفع الحضارات وتنهار، ويصف التاريخ هذه الدورات من العصبية أثناء حدوثها.
يجادل ابن خلدون بأن كل سلالة حاكمة تحمل في طياتها بذور سقوطها. ويوضح أن الأسر الحاكمة تميل إلى الظهور على أطراف الإمبراطوريات الكبرى وتستخدم الوحدة التي تقدمها تلك المناطق لصالحها لإحداث تغيير في القيادة. مع تأسيس الحكام الجدد في مركز إمبراطوريتهم، يصبحون أكثر تهاونًا واهتمامًا بالحفاظ على أنماط حياتهم. وهكذا، يمكن أن تظهر سلالة جديدة على هامش سيطرتهم وتحدث تغييرًا في القيادة، مما يبدأ الدورة من جديد.

## الاقتصاد
كتب ابن خلدون عن النظرية الاقتصادية والسياسية في المقدمة، موضحًا أفكاره حول العصبية وعلاقتها بتقسيم العمل: كلما زاد التماسك الاجتماعي، زاد تعقيد تقسيم العمل، مما يؤدي إلى زيادة النمو الاقتصادي:
عندما تزداد الحضارة ب[السكان]، يزداد العمل المتاح مرة أخرى. بدوره، تزداد الرفاهية مرة أخرى بما يتناسب مع زيادة الأرباح، وتزداد العادات والاحتياجات المتعلقة بالرفاهية. تُنشأ الحرف للحصول على المنتجات الفاخرة. تزيد القيمة المحققة منها، ونتيجة لذلك، تتضاعف الأرباح مرة أخرى في المدينة. الإنتاج هناك يزدهر أكثر من ذي قبل، وهكذا يستمر الأمر مع الزيادة الثانية والثالثة. كل العمل الإضافي يخدم الرفاهية والثروة، على عكس العمل الأصلي الذي كان يخدم ضرورة الحياة.
لاحظ ابن خلدون أن النمو والتطور يحفزان العرض والطلب بشكل إيجابي، وأن قوى العرض والطلب هي ما تحدد أسعار السلع. كما لاحظ القوى الاقتصادية الكلية لنمو السكان، وتطوير رأس المال البشري، وتأثيرات التطورات التكنولوجية على التنمية. اعتبر ابن خلدون أن نمو السكان هو تابع للثروة.
فهم أن المال يعمل كمعيار للقيمة، ووسيلة للتبادل، وحافظ على القيمة، على الرغم من أنه لم يدرك أن قيمة الذهب والفضة تتغير بناءً على قوى العرض والطلب. قدم ابن خلدون أيضًا نظرية العمل للقيمة، حيث وصف العمل بأنه مصدر القيمة، الضروري لجميع الأرباح وتراكم رأس المال، وهو أمر واضح في حالة الحرف. جادل بأنه حتى إذا كانت الأرباح "تنتج من شيء آخر غير الحرفة، يجب أن تشمل قيمة الربح الناتج ورأس المال المكتسب أيضًا قيمة العمل الذي يمكن الحصول عليها به. بدون عمل، لن يكون ممكنًا الحصول عليها."
يصف ابن خلدون نظرية الأسعار من خلال فهمه أن الأسعار ناتجة عن قانون العرض والطلب. فهم أنه عندما تكون السلعة نادرة ومطلوبة، فإن سعرها مرتفع وعندما تكون السلعة وفيرة، فإن سعرها منخفض.
سكان المدينة لديهم طعام أكثر مما يحتاجون إليه. وبالتالي، فإن سعر الطعام منخفض، كقاعدة عامة، إلا عندما تحدث مصائب نتيجة ظروف سماوية قد تؤثر على [عرض] الطعام.
تمت مقارنة نظريته حول العصبية غالبًا مع الاقتصاد الكينزي الحديث، حيث تحتوي نظرية ابن خلدون بوضوح على مفهوم المضاعف. ومع ذلك، فإن الفرق الحاسم هو أنه بينما يعتبر جون ماينارد كينز أن ميل الطبقة الوسطى الأكبر للتوفير هو السبب وراء الركود الاقتصادي، بالنسبة لابن خلدون فإن الميل الحكومي للتوفير في الأوقات التي لا تأخذ فيها فرص الاستثمار الفائض يؤدي إلى الطلب الكلي.
نظرية اقتصادية حديثة أخرى توقعها ابن خلدون هي اقتصاديات جانب العرض. "جادل بأن الضرائب المرتفعة غالبًا ما كانت عاملاً في تسبب انهيار الإمبراطوريات، مما أدى إلى جمع إيرادات أقل من المعدلات العالية." كتب:
يجب أن يُعرف أنه في بداية السلالة، تحقق الضرائب إيرادات كبيرة من تقييمات صغيرة. وفي نهاية السلالة، تحقق الضرائب إيرادات صغيرة من تقييمات كبيرة.

### منحنى لافر
قدم ابن خلدون مفهومًا يعرف الآن بشعبية باسم منحنى لافر، الذي يشير إلى أن الزيادات في معدلات الضرائب تزيد في البداية من إيرادات الضرائب، ولكن في النهاية تؤدي الزيادات في معدلات الضرائب إلى انخفاض إيرادات الضرائب. يحدث هذا عندما تثبط معدلات الضرائب المرتفعة جدًا المنتجين في الاقتصاد.
استخدم ابن خلدون نهجًا جدلي لوصف الآثار الاجتماعية لاختيار الضريبة (الذي يشكل الآن جزءًا من نظرية الاقتصاد):
في المراحل الأولى من الدولة، تكون الضرائب خفيفة في تأثيرها، ولكن تحقق إيرادات كبيرة... مع مرور الوقت وتولي الملوك بعضهم البعض، يفقدون عاداتهم القبلية لصالح عادات أكثر تحضرًا. تنمو احتياجاتهم وضروراتهم... بسبب الرفاهية التي نشأوا فيها. ومن ثم يفرضون ضرائب جديدة على رعاياهم... ويرفعون معدل الضرائب القديمة لزيادة عائداتها... لكن آثار هذه الزيادة في الضرائب تظهر نفسها. لأن رجال الأعمال يشعرون بالإحباط بسرعة عند مقارنة أرباحهم بعبء ضرائبهم... وبالتالي ينخفض الإنتاج ومعه عائدات الضرائب.
هذا التحليل مشابه جدًا للمفهوم الاقتصادي الحديث المعروف باسم منحنى لافر. لا يدعي لافر أنه اخترع هذا المفهوم بنفسه، مشيرًا إلى أن الفكرة كانت موجودة في أعمال ابن خلدون ومؤخراً جون ماينارد كينز.

## علم التاريخ
تُعتبر المقدمة عملًا تأسيسيًا لمدارس علم التاريخ والتاريخ الثقافي وفلسفة التاريخ. كما وضعت المقدمة الأساس لملاحظة دور الدولة والاتصال والدعاية والتحيز النظامي في التاريخ.[بحاجة لمصدر]
كتب فرانز روزنتال في تاريخ كتابة التاريخ الإسلامي:

### المنهج التاريخي
تنص المقدمة على أن التاريخ هو علم فلسفي، ويجب على المؤرخين محاولة دحض الأساطير. تناول ابن خلدون الماضي كشيء غريب يحتاج إلى تفسير. وكانت أصالة ابن خلدون أنه ادعى أن الاختلاف الثقافي لعصر آخر يجب أن يحكم تقييم المواد التاريخية ذات الصلة، لتمييز المبادئ التي قد يكون من الممكن محاولة التقييم وفقًا لها، وأخيرًا، الإحساس بالحاجة إلى التجربة، بالإضافة إلى المبادئ العقلانية، لتقييم ثقافة الماضي. غالبًا ما انتقد ابن خلدون "الخرافات الفارغة والقبول غير النقدي للبيانات التاريخية". نتيجة لذلك، قدم منهجًا علميًا لدراسة التاريخ، والذي اعتُبر شيئًا جديدًا في عصره، وغالبًا ما أشار إليه كـ"علمه الجديد"، المرتبط الآن بعلم التاريخ.:x

### فلسفة التاريخ
يُعتبر ابن خلدون رائدًا في فلسفة التاريخ. كتب داوود عن المقدمة:

### التحيز النظامي
أبرزت المقدمة دور التحيز النظامي في التأثير على معيار الأدلة. كان ابن خلدون مهتمًا جدًا بتأثير رفع معيار الأدلة عند مواجهة ادعاءات غير مريحة، وتخفيفه عند تقديم ادعاءات تبدو معقولة أو مريحة. كان فقيهًا، وأحيانًا شارك على مضض في أحكام شعر أنه تم الضغط عليه بشأنها، بناءً على حجج لم يحترمها. بخلاف المقريزي (1364–1442)، لن يُرى التركيز المنهجي لابن خلدون لدراسة وتحليل التحيزات في إنشاء التاريخ مرة أخرى حتى جورج هيغل وكارل ماركس وفريدريك نيتشه[بحاجة لمصدر] في ألمانيا القرن التاسع عشر، وأرنولد توينبي، مؤرخ بريطاني من القرن العشرين.[بحاجة لمصدر]
كما يفحص ابن خلدون لماذا كان من الشائع عبر التاريخ أن يبالغ المؤرخون في الأحداث التاريخية، وبشكل خاص المبالغة في الأرقام:

## كتاب العبر
يتكون «كتاب العِبَر وديوان المبتدأ والخبر، في أيام العرب والعجم والبربر، ومن عاصرهم من ذوي السلطان الأكبر» من سبعة أجزاء والجزء الثامن للفهارس، وهو عبارة عن محاولة إسلامية لفهم التاريخ العالمي ويعتبر من أوائل الكتب التي تهتم بعلم المجتمع. وقد ترجم إلى العديد من اللغات الحية، وعليه ترتكز مكانة ابن خلدون وشهرته. ولئن كان مسعى ابن خلدون من المقدمة، وهي الجزء الأول من «كتاب العِبَر»، هو أن يضع نفسه في فئة المؤرخين وأن يقفو أثر المسعودي (ت 346 هـ) مُصَحِّحًا بعض ما وقع فيه من أخطاء، إلا أنّه يصعب على المراجع أن يُصَنِّفُهُ ضمن المؤرخين، كونه أخذ في مقدمته من كُل علم بطرف، فَتَحَدَّثَ عن كُل ما يخصّ الإنسان من معنويات وماديات، داعِمًا ما ذهب إليه من آراء بشواهد من القرآن الكريم وديوان العرب الشعري. ونظرًا لمكانتها العلمية، فقد حظيت المقدمة منذ أن وقعت عليها الأنظار بعناية المفكرين والمؤرخين وعلماء الاجتماع والفلاسفة واللغويين عربًا ومستشرقين، كما طبعت عِدَّة مَرَّات بتحقيقات مختلفة.

## عن المؤلف
عبد الرحمن بن محمد بن خلدون الحضرمي مؤرخ عربي أندلسي الأصل وعاش في أقطار شمال أفريقيا، رحل إلى بسكرة وفاس، وغرناطة، وبجاية وتلمسان، والأندلس، كما تَوَجَّهَ إلى مصر، حيث أكرمه سلطانها الظاهر برقوق، ووُلِّيَ فيها قضاء المالكية، وظلَّ بها ما يناهز ربع قرن (784-808 هـ)، حيث تُوُفِّيَ عام 1406 عن عمر بلغ ستة وسبعين عامًا ودُفِنَ قرب باب النصر بشمال القاهرة تاركًا تراثًا ما زال تأثيره ممتدًا حتى اليوم.

## وصلات خارجية
- أ.د.صبري مسلم، مقدمة ابن خلدون بين علم الاجتماع والفولكلور، مجلة دراسات يمنية، العدد 80
- علم العمران الخلدوني: قراءة في «مقدمة» ابن خلدون الدكتور محمد عبد الحي، جامعة عجمان للعلوم والتكنولوجيا.
- مقدمة ابن خلدون على موقع جود ريدز.